# Brunhild Wendel
Brunhild Wendel (gebürtig Brunhild Barchmann; * 24. November 1923 in Dresden; † 2. Oktober 2009) war eine deutsche Politikerin (SPD). Sie war Landtagsabgeordnete in Schleswig-Holstein, Bürgermeisterin von Schacht-Audorf und in diesem Amt die dienstälteste Bürgermeisterin Deutschlands.

## Leben
Brunhild Wendel wurde in Dresden geboren und besuchte die Oberschule. Während des Zweiten Weltkriegs leistet sie den Reichsarbeitsdienst ab und geriet in sowjetische Kriegsgefangenschaft, aus der sie Ende 1946 entlassen wurde. Sie war unter anderem in Kiel in Anwaltskanzleien sowie einer Großbank tätig, ab 1959 leitete sie ein Alten- und Pflegeheim des Deutschen Roten Kreuzes in Schacht-Audorf. 1962 trat sie der SPD bei. In der Gemeindeverwaltung arbeitete sie von 1963 bis 1965 als Verwaltungsangestellte.
Im Jahr 1966 wurde sie zur Bürgermeisterin von Schacht-Audorf gewählt. Das Amt, das sie als erste Frau übernahm, hatte sie bis 1993 inne. 1966 wurde sie in den Kreistag des Kreises Rendsburg (ab 1970 Kreis Rendsburg-Eckernförde) gewählt und war stellvertretende Kreispräsidentin.
1971 zog sie über die SPD-Landesliste in den Landtag Schleswig-Holsteins ein. 1975 und 1979 wurde sie jeweils über die Landesliste wiedergewählt. Dem Landtag gehörte sie bis Ablauf der Legislaturperiode 1983 an. 1979 nahm sie an der 7. Bundesversammlung teil.
Brunhild Wendel war dreimal verheiratet und hatte zwei Kinder. Ihr dritter Ehemann, ein Lehrer, war SPD-Fraktionsvorsitzender im Gemeinderat von Schacht-Audorf.
Sie war Landesvorstandsmitglied des Schleswig-Holsteinischen Gemeindetags sowie im Landesvorstand von Arbeiterwohlfahrt, im Deutschen Staatsbürgerinnen-Verband und im Volksbund Deutsche Kriegsgräberfürsorge.
Lothar Hay als Alterspräsident der konstituierenden Sitzung des Schleswig-Holsteinischen Landtags am 27. Oktober 2009 würdigte Brunhild Wendel nach ihrem Tod als „eine zupackende, durchaus streitbare Sozialdemokratin, die sich voller Leidenschaft und aus tiefer Überzeugung für ihre Mitmenschen einsetzte“.

## Auszeichnungen
- 1976: Freiherr-vom-Stein-Medaille
- 1975: Bundesverdienstkreuz am Bande
- 1978: Deutsche Feuerwehr-Ehrenmedaille des Deutschen Feuerwehrverbandes
- 1981: Bundesverdienstkreuz 1. Klasse
- 1983: Schleswig-Holstein-Medaille[3]
- 1993: Großes Bundesverdienstkreuz[3]
- 2008: Ehrenbürgerin von Schacht-Audorf[3]